# Volcà de Montsacopa
Volcà de Montsacopa är en vulkan i Spanien.   Den ligger i provinsen Província de Girona och regionen Katalonien, i den östra delen av landet, 500 km öster om huvudstaden Madrid. Toppen på Volcà de Montsacopa är 518 meter över havet, eller 75 meter över den omgivande terrängen. Bredden vid basen är 1,1 km.
Terrängen runt Volcà de Montsacopa är kuperad.Runt Volcà de Montsacopa är det ganska glesbefolkat, med 42 invånare per kvadratkilometer. Närmaste större samhälle är Olot, 0,78 km söder om Volcà de Montsacopa. I omgivningarna runt Volcà de Montsacopa växer i huvudsak blandskog.